# Почтительнейше ваш
«Почтительнейше ваш» (англ. Affectionately Yours) — американская комедийная мелодрама режиссёра Ллойда Бэкона 1941 года.

## Сюжет
Работа женатого репортера заставляет его путешествовать по всему миру, что дает возможность встречаться с местными женщинами. Но в Лиссабоне во время очередной интрижки он получает известие, что его жена нашла другого мужчину и расстается с ним. В панике он направляется обратно в США, чтобы попытаться навести порядок, но девушка из Лиссабона следует за репортером, решив воспользоваться ситуацией.

## В ролях
- Мерл Оберон — Сью Мэйберри
- Деннис Морган — «Рики» Мэйберри
- Рита Хейворт — Ирен Малкольм
- Ральф Беллами — Оуэн Райт
- Джордж Тобиаш — Паша
- Джеймс Глисон — «Чет» Филлипс
- Хэтти Макдэниел — Синтия, кухарка Сью
- Джером Кауэн — «Пеппи» Каллен
- Рени Риано — миссис Снелл
- Фрэнк Уилкокс — Том
- Грейс Стэффорд — «Чики» Андерсон
- Стюарт Холмс — мужчина, танцующий в кафе в Лиссабоне (в титрах не указан)
- Сидни Брейси — мужчина в кафе в Лиссабоне